# Hermann I. (Ebrach)
Hermann I. († 20. Mai nach 1200) war von 1194 bis 1200 Abt des Zisterzienserklosters in Ebrach. 

## Leben
Über die Herkunft Hermanns ist nur sehr wenig bekannt. Er wurde, wohl in der zweiten Hälfte des 12. Jahrhunderts geboren und trat bald in das Zisterzienserkloster Ebrach ein. Der Abt trat die Nachfolge des vierten Klostervorstehers Burkard I. an, wurde allerdings erst im Jahr 1194 urkundlich erwähnt. Unter seiner Herrschaft begann man mit dem Bau der gotischen Klosterkirche. Abt Hermann I. starb an einem 20. Mai.